# Piano di Sorrento
Piano di Sorrento est une commune italienne de la ville métropolitaine de Naples dans la région de la Campanie.

## Administration
| Période                                  | Période  | Identité           | Étiquette     | Qualité |
| ---------------------------------------- | -------- | ------------------ | ------------- | ------- |
| 5 juin 2016                              | En cours | Vincenzo Iaccarino | liste civique |         |
| Les données manquantes sont à compléter. |          |                    |               |         |

### Hameaux
Cassano, Mortora, Trinità, Colli San Pietro

### Communes limitrophes
Meta (Italie), Sant'Agnello, Vico Equense, Sorrente, Massa Lubrense